# Blokada Porto Bello
Blokada Porto Bello – nieudana brytyjska operacja militarna wymierzona przeciwko hiszpańskiemu miastu portowemu Porto Bello na wybrzeżach dzisiejszej Panamy w latach 1726–1727 podczas wojny angielsko-hiszpańskiej. Brytyjczycy przystąpili do blokady w celu zatrzymania konwojów statków ze srebrem, które stąd wysyłane były do Hiszpanii. Po wielu miesiącach tej nieefektywnej i kosztownej akcji Brytyjczycy musieli się ostatecznie wycofać.

## Podłoże
Przyczyn konfliktu Hiszpanii z Wielką Brytanią w latach dwudziestych XVIII wieku było wiele: oba kraje walczyły w zakończonej w roku 1720 wojnie Hiszpanii z koalicją angielsko-francusko-austriacką). Głównymi były nieporozumienia handlowe i obawy Brytyjczyków, że Hiszpania wejdzie w sojusz ze Świętym Cesarstwem przez wypowiedzeniem wojny Wielkiej Brytanii i sprzymierzonej z nią Francji. Brytyjczycy postanowili spróbować osłabić Hiszpanię poprzez uniemożliwianie przedostawania się z Ameryki do Europy konwojów zw złotem i srebrem, od których Hiszpania była uzależniona.
W roku 1726 na wody Nowej Hiszpanii wysłana została ekspedycja pod wodzą kontradmirała Francisa Hosiera z zadaniem blokowania hiszpańskich galeonów w portach albo zajmowania ich, gdyby chciały blokadę przerwać. Zaraz po przybyciu eskadry na miejsce zostało schwytanych kilka hiszpańskich statków.

## Blokada
Hosier przystąpił do wykonania rozkazów Roberta Walpole'a polecającego, by zablokować Porto Bello, lecz nie zdobywać i  – pozostając na redzie – nie wpuszczać ani nie wypuszczać z portu żadnego statku bez dokonania dokładnej rewizji.
Na pokładach stojących na zewnątrz okrętach wybuchła żółta febra, która po sześciu miesiącach zebrała tak obfite żniwo, że Hosier musiał zawrócić na Jamajkę. W dwa miesiące później ponownie wyszedł w morze, tym razem kierując się ku Cartagenie, wciąż tracąc ludzi z powodu chorób. Co więcej, sytuację wykorzystali Hiszpanie. W styczniu 1727 roku Antonio de Caztañeta, na czele swej Srebrnej Armady z ładunkiem wartym 31 milionów pesos, ominął brytyjską blokadę i bezpiecznie doprowadził ją w pierwszych dniach marca do Hiszpanii.
Ogółem życie straciło 4 000 brytyjskich marynarzy. Ofiarą zarazy padł też sam Hosier, który zmarł 23 sierpnia i został czasowo zastąpiony przez Edwarda St. Lo.  St. Lo kontynuował blokowanie Porto Bello, ale gdy doszedł do wniosku, że statki hiszpańskie są w tak złym stanie, iż nie będą mogły wyjść w morze, pożeglował na Jamajkę dla uzupełnienia załóg i zaopatrzenia statków. Na Jamajce zastąpił go w styczniu 1728 Edward Hopson, ale zachorował i zmarł w maju tego samego roku. St. Lo wrócił więc do dowodzenia i kontynuował blokadę Porto Bello do kwietnia 1729 roku, kiedy i on padł ofiarą choroby tropikalnej. Zbiegło się to w czasie z zawieszeniem działań, więc eskadra mogła wrócić domu.
Wojna została formalnie zakończona w listopadzie 1729 roku wraz z podpisaniem traktatu sewilskiego.

## Skutki
Niepowodzenie blokady i liczba ofiar wywołały w Wielkiej Brytanii ogromne niezadowolenie, a nieżyjący Hosier został kozłem ofiarnym: oskarżono go o brak inicjatywy. Gdy w roku 1739 wybuchła wojna o ucho Jenkinsa pamiętano jeszcze o tamtej nieszczęśliwej operacji. Poeta Richard Glover napisał bardzo popularną w tamtych czasach balladę Duch Hosiera, która podburzała Brytyjczyków przeciw Hiszpanom. 
Zdobycie Porto Bello 21 listopada 1739 przez admirała Edwarda Vernona było uważane za rewanż za niepowodzenie blokady sprzed dziesięciu z górą lat.